# Man and Boy

Man and Boy est un film américain réalisé par E. W. Swackhamer et sorti en 1971.

## Synopsis
Après la Guerre de Sécession, un ancien soldat noir de l'Union, sa femme et son fils s'installent en Arizona pour reconstruire leur vie.

## Fiche technique
- Réalisation : E. W. Swackhamer
- Scénario : Harry Essex et Oscar Saul
- Directeur de la photographie : Arnold L. Rich
- Montage : John A. Martinelli
- Musique : J.J. Johnson
- Production : J. Cornelius Crean Films Inc.
- Pays de production :  États-Unis
- Lieu de tournage : Arizona
- Genre : Film dramatique, Film d'aventure, Film policier, Western
- Durée : 98 minutes
- Date de sortie : 
  - États-Unis : 23 juin 1971

## Distribution
- Bill Cosby : Caleb Revers
- Gloria Foster : Ivy Revers
- George Spell  : Billy Revers
- Leif Erickson : Sheriff Mossman
- Douglas Turner Ward : Lee Christmas
- John Anderson : Stretch
- Henry Silva : Caine
- Dub Taylor : Atkins
- Yaphet Kotto : Nate Hodges
- Shelley Morrison : Rosita
- Richard Bull : Thornhill
- Robert Lawson : Lawson
- Jason Clark : Red
- Fred Graham : Blockers